# سوپرگرل (کارا زور-ال)
سوپرگرل (به انگلیسی: Supergirl) با نام اصلی کارا زُور-اِل، یک شخصیت خیالی ابرقهرمان در کمیک‌های آمریکایی منتشر شده توسط دی‌سی کامیکس و رسانه‌های مرتبط با آن است. شخصیت سوپرگرل توسط نویسنده اتو بایندر و طراح آلفرد پلاستینو خلق شده است که برای اولین بار در شمارهٔ ۲۵۲ از مجموعه «کمیک‌های اکشن» (مه ۱۹۵۹)، با عنوان سوپرگرل از کریپتون حضور پیدا کرد. او دختر عموی بیولوژیکی و همتای مؤنث دیگر شخصیت ابرقهرمان و نمادین دی‌سی کامیکس، یعنی سوپرمن به‌شمار می‌رود. کارا زور-ال دختر عموی سوپرمن و دختر زور-ال، و همسرش آلورا است. کارا در واقع بزرگتر از کال اِل است؛ او زمانی که سوپرمن تنها یک نوزاد بود، به شکل یک نوجوان به تصویر کشیده می‌شد.
از زمان آغاز اولین کمیک این شخصیت، از کارا زور-ال سوپرگرل در رسانه‌های مختلف و مرتبط با فرنچایز سوپرمن اقتباس شده است که از آن جمله می‌توان به فراورده، مجموعه‌های تلویزیونی، فیلم بلند و بازی‌های ویدئویی اشاره کرد. با این حال در طول دههٔ ۱۹۸۰ و انقلاب عصر جدید کمیک‌ها، ویراستارهای سوپرمن معتقد بودند که تاریخچه این شخصیت بیش از حد پیچیده شده است و آن‌ها تمایل به خلق مجدد سوپرمن به عنوان «آخرین پسر کریپتون» داشتند. بدین ترتیب سوپرگرل در طی مجموعه محدود سال ۱۹۸۵ با عنوان بحران در زمین‌های بی‌نهایت کشته شد. در بحران‌های دهه‌های بعد، چندین شخصیت نامرتبط با سوپرمن، از نام مستعار سوپرگرل استفاده نمودند. اگرچه کارا زور-ال نخستین شخصیتی محسوب می‌شد که از عنوان «سوپرگرل» استفاده می‌کند، اما دی‌سی کامیکس سه نسخه مؤنث مختلف از سوپرمن، پیش از اولین حضور وی را مورد آزمایش قرار داد. شخصیت‌های بعدی تحت عنوان سوپرگرل به ترتیب شامل ماتریکس، لیندا دنورز، سیر-ال و سوپرگرل زمین-۲ پاور گرل هستند.
هلن اسلیتر نقش شخصیت سوپرگرل را در فیلم سوپرگرل (۱۹۸۴) ایفا کرده است. همچنین لورا وندرورت و ملیسا بنویست به ایفای نقش این شخصیت به ترتیب در مجموعه‌های تلویزیونی اسمالویل و سوپرگرل پرداخته‌اند. ساشا کایه هنرپیشه کلمبیایی‌تبار در نقش سوپرگرل در دنیای توسعه‌یافته دی‌سی و فیلم فلش (۲۰۲۳) ظاهر شد. این شخصیت در فرنچایز دنیای دی‌سی (DCU) با بازی میلی آلکاک، در فیلم سوپرمن (۲۰۲۵) و همچنین خود عنوان سوپرگرل: زن فردا (۲۰۲۶) ظاهر خواهد شد.

## توانایی‌ها و قدرت‌ها
همانند دیگر ساکنین سیارهٔ کریپتون تحت تأثیر در زیر نور خورشید زرد، کارا زور-ال دارای قدرت، سرعت، استقامت و پایداری بسیار گسترده و ابرانسانی است. آن‌ها بدون استفاده از انرژی خورشیدی، قدرتی برابر با یک انسان معمولی بر روی کره زمین دارند. بدن ساکنین کریپتون همچنین قادر به ذخیرهٔ انرژی فعال در داخل سلول‌های زیستی ماتریس بدنشان به عنوان یک منبع انرژی است که با میدان الکترومغناطیسی بدن آن‌ها مرتبط است. این انرژی الکترومغناطیسی باعث ایجاد توانایی‌های ابرانسانی در آن‌ها می‌شود که از آن جمله می‌توان به قابلیت پرواز کردن، قدرت فیزیکی بسیار بالا، ایجاد پرتوی گرمایی از چشمان و دید ماوراء طبیعی اشاره کرد. میزان دقیق قدرت فیزیکی او مشخص نیست اما کارا به راحتی قادر به جابه‌جایی وزن ۱۰۰ تن می‌باشد. او به‌طور کامل آسیب‌ناپذیر نمی‌باشد، اما دارای توانایی زوددرمانی قدرتمندی است.
کارا دارای قدرت دید ماوراء طبیعی است به شکلی که قادر به دیدن اجسام در فاصله‌های بسیار دور، بدون نقض قوانین فیزیک است. او می‌تواند به خوبی اکثر طیف الکترومغناطیسی را مشاهده کند. کریپتونی‌ها دارای دید پرتو ایکس و همچنین قادر به دیدن اجسام در پشت دیوار هستند. کارا همانند پسر عموی خود سوپرمن، توانایی پرواز با سرعت فوق‌العاده زیاد (حتی برابر با سرعت نور) را دارا می‌باشد، و در مواقعی دیده شده که به قمر ماه پرواز کرده است.
کارا استاد هنرهای رزمی است که توسط شخصیت بتمن آموزش دیده است و در کنار آن روش مبارزه با شمشیر را از آمازون‌ها تعلیم دیده است. کارا همچنین به صورت فشرده با شخصیت‌های واندر وومن و آرتمیس در زمینهٔ هنرهای رزمی کریپتونی و سبک مبارزهٔ «کلوکر» آموزش دیده است، که تعداد معدودی از افراد بر روی کره خاکی قادر به انجام آن هستند.
سوپرگرل دارای هوشی باورنکردنی و توانایی محاسباتی بالایی است. ذهن او با سرعت بسیار بیشتری نسبت به انسان‌های زمینی عمل می‌کند. او به عنوان فردی چندزبان، بسیاری از زبان‌ها را به شکلی روان صحبت می‌کند.